# Ruta de los Sagrados Corporales
La ruta de los Sagrados Corporales es una peregrinación religiosa que une a las ciudades de Luchente y Daroca y que rememora el milagro de los Sagrados Corporales, que aconteció en Luchente el 24 de febrero de 1239, y cuyas reliquias fueron trasladadas a lomos de una mula durante 12 días hasta que esta murió en la puerta baja de Daroca.

## Historia
La ruta fue recuperada a partir de 2008 por iniciativa del vecino y peregrino de la localidad Javier Prats Canet que, cautivado por la historia de este milagro eucarístico y el espirtitu aventurero de este acontecimiento histórico, recorrió esta ruta a lomos de un caballo y acompañado también de una mula. Desde esta fecha, la ruta se ha convertido en un nuevo intinerario cultural, histórico y religioso para los vecinos de Luchente, que movidos por la historia, recorren este mismo camino que hace siglos recorrió una mula.

## Recorrido
La ruta de los Sagrados Corporales no se encuentra señalizada como tal, así que los peregrinos la recorren por la carretera nacional N-234, paralela a la autovía A-23, conocida como la Autovía Mudéjar. Durante el tramo de ruta de Segorbe a Teruel (durante las etapas 5ª, 6ª y 7ª) la ruta circula por la Via Verde conocida como Ulls Negres II, antiguamente un trazado ferroviario.
Etapas
| Etapa | Municipio de Inicio                             | Municipio final       | Distancia (en km) |
| ----- | ----------------------------------------------- | --------------------- | ----------------- |
| 1ª    | Luchente desde el Monasterio del Corpus Christi | Alcira                | 35                |
| 2ª    | Alcira                                          | Turís                 | 38                |
| 3ª    | Turís                                           | Liria                 | 36                |
| 4ª    | Liria                                           | Segorbe               | 42                |
| 5ª    | Segorbe                                         | Barracas              | 30                |
| 6ª    | Barracas                                        | La Puebla de Valverde | 37                |
| 7ª    | La Puebla de Valverde                           | Teruel                | 27                |
| 8ª    | Teruel                                          | Villarquemado         | 25                |
| 9ª    | Villarquemado                                   | Monreal del Campo     | 26                |
| 10ª   | Monreal del Campo                               | Calamocha             | 18                |
| 11ª   | Calamocha                                       | Báguena               | 16                |
| 12ª   | Báguena                                         | Daroca                | 9                 |

## Tradición de la ruta
La ruta transcurre durante 12 días por 4 provincias españolas. La tradición es empezar la ruta el 24 de febrero, día del milagro en la ciudad de Luchente, a las puerta de la Basílica del Corpus Christi del monasterio. En ese lugar, se recibe la bendición y se empieza la ruta. 
A lo largo de la ruta son distintos los retablos, esculturas y leyendas populares que se suceden alrededor de este misterio. Por ejemplo, en Cuatretonda, en la fachada de la ermita de San José, hay un retablo que indica el paso de la burra por la localidad.
La tradición cuenta que fueron muchos los milagros que ocurrieron mientras la mula pasaba con los corporales a lomos por las diferentes poblaciones: los enfermos fueron sanados y diversos milagros más.
La primitiva peregrinación con la mula, esta considerada la primera procesión eucarística de la historia, al haberse trasladado el Santísimo.
Tras doce días de ruta, se llega a Daroca el 7 de marzo, día de la fiesta de Santo Tomas de Aquino, patrón de la ciudad de Daroca, que fue nombrado protector del milagro eucarístico.
- Datos: Q97169883